# Francisca (1981)
Francisca ist ein Filmdrama des portugiesischen Regisseurs Manoel de Oliveira aus dem Jahr 1981. Es ist eine Adaption des auf einer wahren Geschichte basierenden Romans „Fanny Owen“ (1979) von Agustina Bessa-Luís. Es war die erste von mehreren Verfilmungen ihrer Werke durch Manoel de Oliveira und gleichzeitig der Abschluss und Höhepunkt von Oliveiras „Tetralogie der frustrierten Lieben“, die sein Werk der 1970er Jahre markierte. Die Briefe Fannys befanden sich im Besitz des Schwagers von Oliveira, der sie dafür auswertete.

## Inhalt
In der traditionsreichen Handelsstadt Porto Mitte des 19. Jahrhunderts verliebt sich der adlige Landbesitzer José Augusto Pinto, ein Freund des Schriftstellers Camilo Castelo Branco, in Fanny, die junge Tochter eines britischen Offiziers. Entgegen gesellschaftlichen Widrigkeiten und nach einigen emotionalen Stürmen heiraten sie. José Augustos Eifersucht auf frühere Gefühle seiner Frau belastet jedoch die Ehe und steht ihrer körperlichen Vereinigung im Weg.
Dann erkrankt Fanny an Tuberkulose, wird bettlägerig und stirbt schließlich mit nur 24 Jahren. Mit seinem Schicksal hadernd, folgt José Augusto ihr bald nach.

## Rezeption
Der Film hatte seine Weltpremiere am 20. Mai 1981 bei den Internationalen Filmfestspielen von Cannes und lief danach auf einer Reihe internationaler Filmfestivals, darunter das Montreal World Film Festival (August 1981) und das Internationale Film Festival von Figueira da Foz (September 1981). In den Kinos lief er danach am 25. November 1981 in Frankreich und am 3. Dezember 1981 in Portugal an.
Am 25. Juli 1997 wurde der Film in Portugal und am 6. Mai 1998 in Frankreich wiederveröffentlicht und lief danach erneut auf verschiedenen Festivals, darunter das Internationale Filmfestival Thessaloniki (1997), die tschechische CinEd@ys Film Week (2002), das Busan International Film Festival in Südkorea (2011), den Internationalen Filmfestspielen von Venedig (2019) und in einer neu restaurierten Version beim IndieLisboa (2020).
Für das ungeübte breite Publikum blieb der Film eher schwer verständlich, erlebte mit etwa 80.000 Besuchern in Portugal aber doch einigen Zuschauerzuspruch. Die meisten Kritiker und Cineasten nahmen den Film dagegen ausgesprochen positiv auf und zählten ihn zu einem der gelungensten des Portugiesischen Kinos. Besonders herausgestellt wurden u. a. die Kameraarbeit, der aufmerksame Szenenaufbau und die Schauspielerleistungen, etwa die von Manuela de Freitas. Oliveiras treue Verbundenheit zum Text, stellenweise direkt in die Kamera blickende und sprechende Darsteller und die leisen satirischen Untertöne bei seiner Betrachtung der zynischen und egoistischen bürgerlichen Dekadenz wurden als weitere Besonderheiten bemerkt. Die langen ruhigen Einstellungen kontrastieren hier mit den überbordenden inneren Leidenschaften der Protagonisten, die Kälte der bürgerlichen Gesellschaft und des unabänderlichen Schicksals lässt dabei das enorme innere Ausmaß von Gefühlen und Leidenschaften bis hin zum Tod von außen unsichtbar. Damit schuf Oliveira eine authentische Filmsprache, die aus vergangenen Zeiten, sogar lange vor dem Kino zu kommen scheint, dazu erinnern die Zwischentitel an die Stummfilmzeit.
Die Cahiers du cinéma zeichneten das Werk 1981 als besten Film aus und sahen, ebenso wie andere, in ihm einen Vertreter einer dem Kommerz abgewandten „portugiesischen Schule“, in der dem Wort und den Gefühlen die tragenden Rollen zukommen und die Aktion dahinter zurückbleibt. In der Folge wuchs die Aufmerksamkeit für das portugiesische Kino bei Schauspielern und Produzenten vor allem des europäischen Autorenfilms, die sich danach häufiger an portugiesischen Filmen beteiligten.

„In auserlesenen Dekors und kunstvoll-detailverliebten Arrangements inszeniertes Porträt einer dekadenten, politisch verunsicherten Epoche. Trotz ironischer Brüche in der Darstellung weiblicher Sexualität von verquaster Philosophie bestimmt“

„Francisca“ war der portugiesische Kandidat für den besten fremdsprachigen Film zur Oscarverleihung 1983, gelangte bei der folgenden 55. Oscarverleihung jedoch nicht zur Nominierung.